# 158241 Yutonagatomo
158241 Yutonagatomo este un asteroid din centura principală de asteroizi.

## Descriere
158241 Yutonagatomo este un asteroid din centura principală de asteroizi. A fost descoperit pe 12 octombrie 2001 la Kuma Kogen de Akimasa Nakamura. Asteroidul prezintă o orbită caracterizată de o semiaxă mare de 2,45 ua, o excentricitate de 0,12 și o înclinație de 7,3° în raport cu ecliptica.